# Porphyrinia deserta
Porphyrinia deserta là một loài bướm đêm trong họ Noctuidae.